# Tullens grader i Tyskland

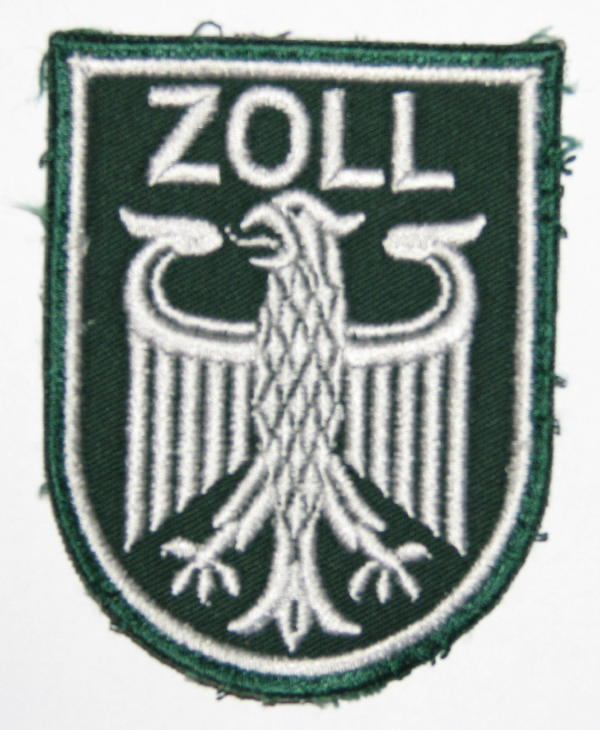

Tullens grader i Tyskland anger den hierarkiska ordningen i det tyska tullverket (Zollverwaltung).

## Tulltjänstemän i chefskarriären
- För anställning som tjänsteman i chefskarriären krävs avlagd akademisk examen på avancerad nivå.[1]

| Lönegrad | Tjänstebenämning                                | Motsvarar militär grad      |
| -------- | ----------------------------------------------- | --------------------------- |
| A 13     | Regierungsrat                                   | Major                       |
| A 14     | Oberregierungsrat                               | Oberstleutnant              |
| A 15     | Regierungsdirektor                              | Oberstleutnant              |
| A 16     | Leitende Regierungsdirektor                     | Oberst                      |
| B2/B3    | Abteilungsdirektor                              | Oberst                      |
| B6       | Präsident och chef för Zollkriminalamt          | Brigadegeneral              |
| B5/B6/B7 | Präsident och chef för en Bundesfinanzdirektion | Brigadegeneral/Generalmajor |

## Tulltjänstemän i den högre karriären
- För anställning som tjänsteman i den högre karriären krävs högskolebehörighet samt genomförd betald treårig teoretisk och verksamhetsförlagd utbildning vid förvaltningshögskolan (Fachhochschule des Bundes für öffentliche Verwaltung) och där avlagd examen som Diplom-Finanzwirt (högskoleekonom i offentlig förvaltning).[2]

| Lönegrad | Tjänstebenämning  | Motsvarar militär grad |
| -------- | ----------------- | ---------------------- |
| A 9      | Zollinspektor     | Leutnant               |
| A 10     | Zolloberinspektor | Oberleutnant           |
| A 11     | Zollamtmann       | Hauptmann              |
| A 12     | Zollamtsrat       | Hauptmann              |
| A 13     | Zolloberamtsrat   | Stabshauptmann         |

## Tulltjänstemän i mellankarriären
- För anställning som tjänsteman i mellankarriären krävs realexamen eller grundskola och lärlingsutbildning inom ett yrke av betydelse för tulltjänsten (till exempel inom handeln samt genomförd tvåårig betald aspirantutbildning. För tjänst som Zollschiffsobersekretär och högre tjänster vid tullverkets kustbevakning (Wasserzoll) krävs även nautisk eller maskinteknisk kompetens.[3]

| Lönegrad | Tjänstebenämning                           | Motsvarar militär grad             |
| -------- | ------------------------------------------ | ---------------------------------- |
| A 6      | Zollsekretär                               | Stabsunteroffizier                 |
| A 7      | Zollobersekretär Zollschiffsobersekretär   | Feldwebel, Oberfeldwebel           |
| A 8      | Zollhauptsekretär Zollschiffshauptsekretär | Hauptfeldwebel                     |
| A 9      | Zollamtsinspektor Zollschiffsamtsinspektor | Stabsfeldwebel, Oberstabsfeldwebel |